# گابینو دیه‌گو
گابینو دیه‌گو (اسپانیایی: Gabino Diego‎؛ زادهٔ ۱۸ سپتامبر ۱۹۶۶) بازیگر اهل اسپانیا است.
از فیلم‌ها یا برنامه‌های تلویزیونی که وی در آن نقش داشته‌است، می‌توان به آی کارملا!، سفر به هیچ‌کجا، از سپیده‌دم هوسش را کرده است، چندی بعد، روزگار خوش، تورنته، مأمور خرفت قانون و تورنته ۲: مأموریت در ماربیا اشاره کرد.